# Welsh International 1967
Die Welsh International 1967 fanden in Port Talbot statt. Es war die 18. Auflage dieser internationalen Meisterschaften von Wales im Badminton.

## Finalresultate
| Disziplin    | Sieger                       | Finalist                     | Ergebnis           |
| ------------ | ---------------------------- | ---------------------------- | ------------------ |
| Herreneinzel | Roger Mills                  | J. G. Pearson                | 15–2, 15–5         |
| Dameneinzel  | Julie Charles                | Anita Price                  | 11–2, 11–4         |
| Herrendoppel | Roger Mills J. G. Pearson    | T. J. Sanbrook D. J. W. Wood | 15–8, 15–6         |
| Damendoppel  | Julie Charles Angela Dickson | Betty Fisher M. Withers      | 15–6, 12–15, 18–13 |
| Mixed        | Roger Mills Julie Charles    | Peter Seaman Betty Fisher    | 15–3, 15–9         |